# Dendrocalamus giganteus
Dendrocalamus giganteus ist eine Bambus-Art der Gattung Dendrocalamus. Im deutschen Sprachgebrauch wird er häufig als Riesenbambus bezeichnet.

## Beschreibung
Der Riesenbambus ist die weltweit größte Bambusart. Er erreicht Wuchshöhen von 25 bis 40 m und Halmdurchmesser von 20 bis 35 cm. In der Wachstumsphase zeigt er ein tägliches Längenwachstum von bis zu 70 cm. Die Halme bilden Horste und sind verzweigt. Die Nodien haben einen Abstand von 30 bis 45 cm, die Wandstärke beträgt 1 bis 3 cm. Die ungestielten, einfachen Laubblätter sind lang. Wie andere Bambusarten blüht er selten, nur alle 30 bis 40 Jahre, und stirbt dann ab.

## Verbreitung und Standortansprüche
Ursprünglich stammt der Riesenbambus aus Myanmar, dem Norden Indiens, der Provinz Yunnan in China und Thailand. In der Kolonialzeit wurde er in anderen tropischen Regionen eingeführt, so in Ostafrika, Madagaskar und Südostasien. Er ist auch in vielen botanischen Gärten zu sehen. Die Pflanze ist bis −15 °C relativ frostunempfindlich, bedarf als Garten-Zierpflanze in Regionen, in denen die Winter nicht mild sind, jedoch möglicherweise einer gewissen Winterpflege (für Jungpflanzen) sowie eines Windschutzes (allgemein).

## Etymologie und Systematik
Das Epitheton giganteus ist lateinisch, steht für riesig und bezieht sich auf die Wuchshöhe. Die Erstbeschreibung erfolgte durch den englischen Botaniker William Munro 1868. Ausgewählte Synonyme sind:
- Bambusa gigantea Wall. ex Munro
- Sinocalamus giganteus (Wall. ex Munro) A.Camus

## Verwendung
Die Halme werden zum Errichten einfacher Gebäude verwendet, z. B. für Häuser und Brücken, aber auch als Bootsmasten und für Fußböden; die Halmscheiden können zu einfachen Hüten verarbeitet werden. Der Bambus wird auch zur Papierherstellung verwendet. Die Sprossen sind im gekochten Zustand essbar, roh enthalten sie cyanogene Glykoside, vor allem Taxiphyllin, das dem im Maniok enthaltenen Dhurrin ähnelt. Ein Kilogramm davon kann bis zu 8 g Blausäure freisetzen.